# Alameda (stacja metra)
Alameda – stacja węzłowa metra w Lizbonie, na linii Verde i Vermelha. Stacja została otwarta w 1972.
Stacja znajduje się przy Avenida Almirante Reis, w pobliżu skrzyżowania z Alameda Dom Afonso Henriques. Stacja zapewnia dostęp do Alameda Dom Afonso Henriques i Instituto Superior Técnico. Podobnie jak najnowsze stacje metra w Lizbonie, jest przystosowana do obsługi pasażerów niepełnosprawnych.

## Linia Verde
Została otwarta 18 czerwca 1972 wraz ze stacjami Arroios, Areeiro, Roma i Alvalade. Oryginalny projekt architektoniczny jest autorstwa architekta Dinisa Gomesa, a instalacje artystyczne Marii Keil. 3 marca 1998 roku ukończono modernizację stacji w oparciu o projekt architektoniczny Manuela Mulleta i Noronha da Costa. Remont został połączony z rozbudową linii Vermelha, która obejmowała budowę łącznika pomiędzy obiema stacjami.

## Linia Vermelha
Oddana została do użytku w dniu 19 maja 1998 roku w połączeniu ze stacjami Olaias, Bela Vista, Chelas i Oriente, której celem była rozbudowa sieci do strefy Expo ’98. Projekt architektoniczny jest autorstwa architekta Manuela Mullea i artystów Costa Pinheiro, Juahana Bloomstedta, i Alberto Carneiro.